# Talento ático
El talento ático (un talento del estándar ático), también conocido como talento ateniense o simplemente talento (en griego: τάλαντον, talanton), es una antigua unidad de peso equivalente a unos 26 kilogramos (57 lb), así como una unidad de valor igual a esta cantidad de plata pura. Originalmente, un talento estaba destinado a ser la masa de agua necesaria para llenar un ánfora, aproximadamente 1 pie cúbico (28,3 L).

## Historia

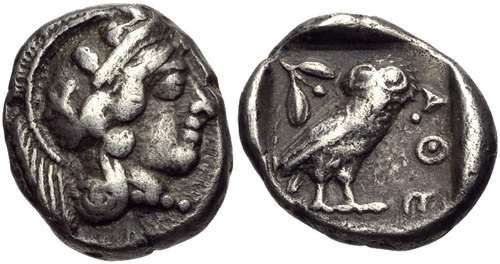
Imagen de un dracma de plata ateniense, circa 450-400 a.C.. A la izquierda, la diosa Atenea, a la derecha, el mochuelo de Atenea

Las monedas atenienses más antiguas que se conocen oscilan entre los años 545 a. C. y 515 a. C. Sin embargo, los atenienses ya habían adoptado el dracma y el óbolo como moneda. Los pesos correspondientes varían antes y después de que los atenienses comenzaran a producir monedas. Después del reinado de Solón, el cambio de estándar se redujo a la mitad de su peso anterior. A medida que la influencia de la liga ateniense se expandió sobre el Mediterráneo, el estándar ático se convirtió en uno de los principales estándares de peso adoptados durante el período arcaico y helenístico.
Durante la guerra del Peloponeso, a una tripulación de trirreme de 200 remeros se le pagó un talento por el valor de un mes de trabajo, una dracma o 4,3 gramos de plata por remero por día. Según las tasas salariales del 377 a. C., un talento era el valor de nueve años-hombre de trabajo calificado. Esto corresponde a 2340 días laborables o 11,1 gramos de plata por trabajador por día de trabajo.
El talento ático, correspondiente al estándar, cambiaría a lo largo de la época de Alejandro Magno y el Período Helenístico, disminuyendo posteriormente su valor poco a poco.

## Moneda o peso
Las siguientes unidades serían las siguientes: óbolo, dracma, mina y el talento, que era el más pesado.
Un talento ático equivale a 60 minas, 6.000 dracmas o 36.000 óbolos.
En 1800, un artesano de la construcción en la Europa urbana recibía un salario medio de 11,9 gramos de plata al día, o alrededor de medio centavo de dólar al día. Suponiendo que un trabajador europeo en 1800 fuera tan productivo como un trabajador en la antigua Grecia, el poder adquisitivo de un talento en la antigüedad era aproximadamente igual a 20 mil dólares a principios del siglo XXI. La verosimilitud de este cálculo se confirma por el hecho de que un talento de plata valía 1081 dólares en 1800, equivalente a 13 mil después de ajustar por inflación.